# Cerkiew św. Anny w Wólce Terechowskiej
Cerkiew pod wezwaniem św. Anny – prawosławna cerkiew cmentarna w Wólce Terechowskiej. Należy do parafii św. Barbary w Kuzawie, w dekanacie Kleszczele diecezji warszawsko-bielskiej Polskiego Autokefalicznego Kościoła Prawosławnego.
Cerkiew znajduje się na cmentarzu prawosławnym. Wzniesiona w latach 1981–1984, konsekrowana 6 sierpnia 1984. Uroczystość patronalna obchodzona jest 7 sierpnia (czyli 25 lipca według starego stylu).